# Slidre
Slidre este o localitate situată în partea de sud a Norvegiei, în comuna Vestre Slidre din provincia Innlandet, pe malul estic al lacului Slidrefjord. Este reședința comunei, are o suprafață de 0,44 km² și o populație de 337 locuitori (2021). Până la data de 1.1.2020 a aparținut provinciei Oppland.